# 패스트 & 퓨리어스 2
패스트 & 퓨리어스 2(영어: 2 Fast 2 Furious)는 2003년 공개된 미국과 독일의 스트리트 레이싱 액션 영화이다. 분노의 질주 시리즈의 두번째 영화이다.

## 출연

### 주연
- 폴 워커
- 타이레스
- 에바 멘데스

### 조연
- 콜 하우저
- 루다크리스
- 톰 배리
- 제임스 레마
- 데본 아오키
- 아마우리 놀라스코
- 마이클 엘리
- 진 오옝
- 에드워드 핀레이
- 마크 분 주니어
- 모 갈리니
- 로베르토 샌즈 산체즈
- 에릭 에트버리
- 존 나티엠포
- 트로이 브라운
- 코리 마이클 유뱅크스
- 샘 맬루프
- 트로이 로빈슨

## 기타
- 미술: 케이스 브라이언 번즈
- 의상: 소냐 밀코빅 헤이스
- 원조: 게리 스콧 톰슨
- 배역: 킴 하딘